# 麗達與天鵝 (達文西)

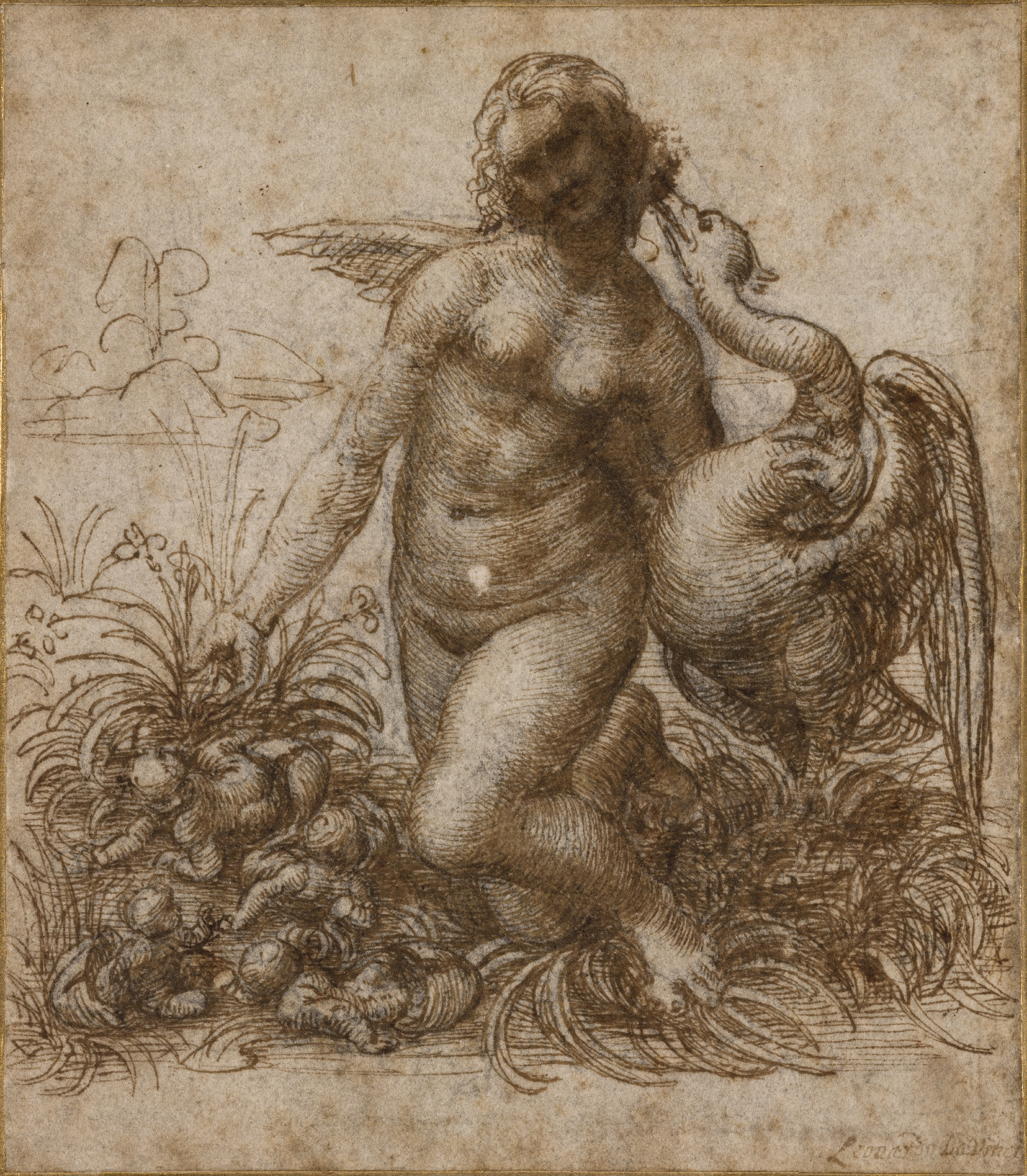
達芬奇在紙上繪製的一幅跪著的麗達草稿

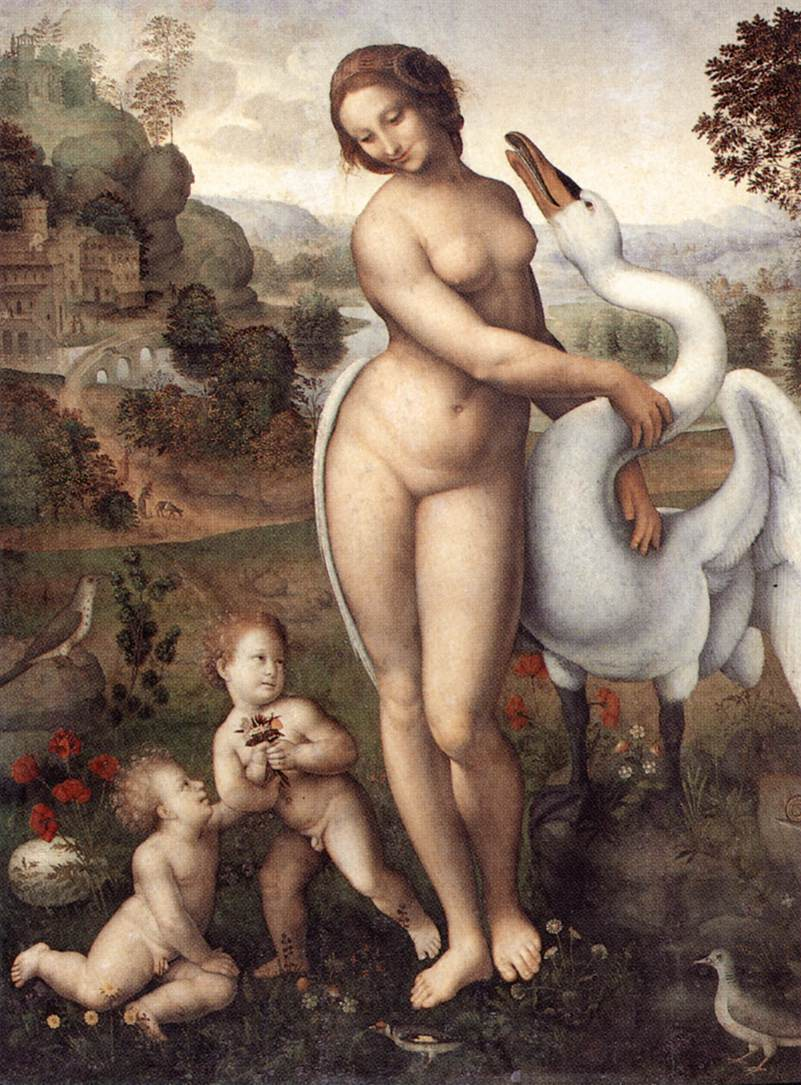
《麗達與天鵝》，Il Sodoma，c. 1510–15，板面蛋彩畫，博爾蓋塞美術館

《麗達與天鵝》 是達芬奇繪製的一幅畫作，原作已丟失，可能已經被毀。其具體創作年代不詳，但達芬奇在1503年到1507年繪製的幾幅麗達的草稿還存在於世上。
1625年時意大利學者卡西亞諾·德爾·波佐曾提到過這幅畫，18世紀時再無音訊。只有數幅其他藝術家的複製品和仿作存留於世。

## 各種仿作和複製品

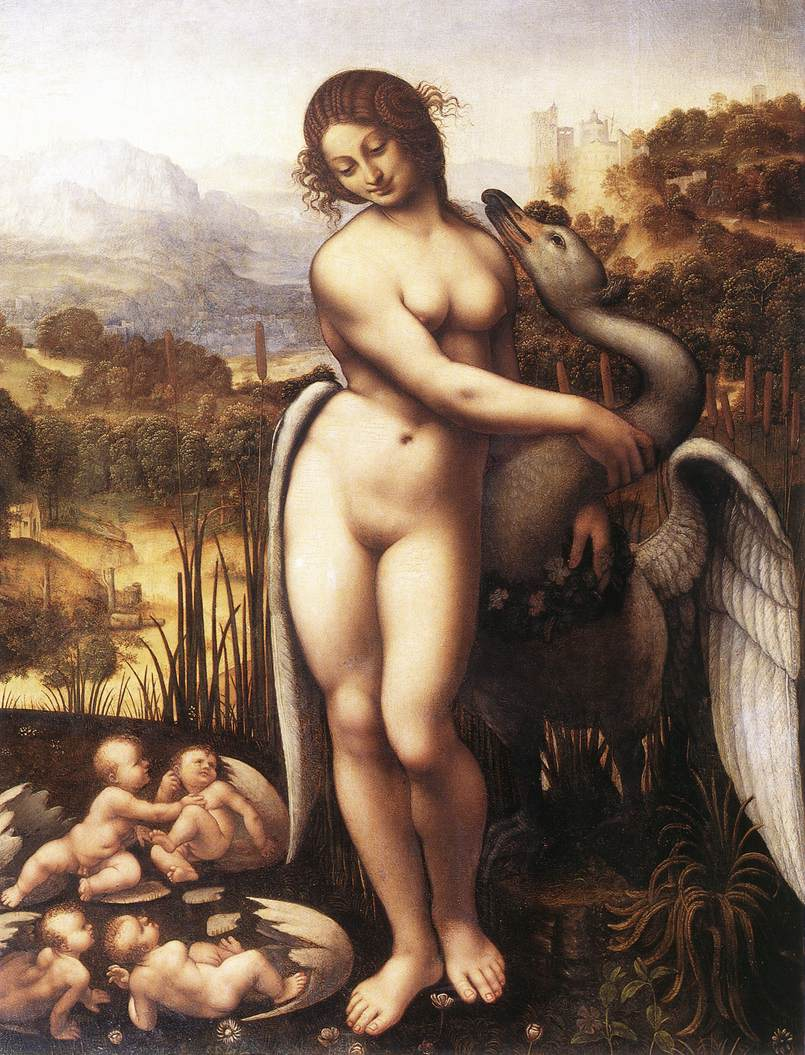
《麗達與天鵝》，切萨雷·达·塞斯托（英语：Cesare da Sesto），1515-1520，板面油畫，威爾頓莊園
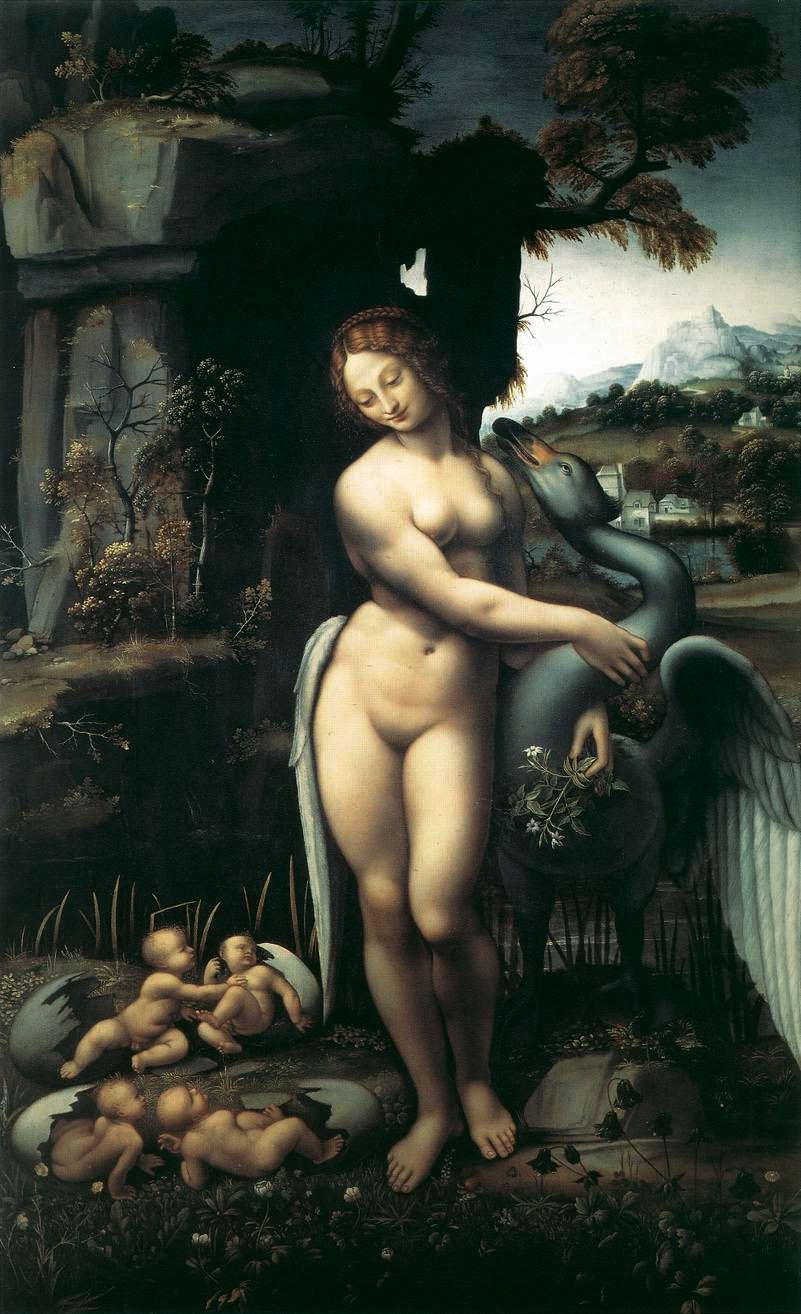
《斯皮里東麗達》（Spiridon Leda），弗朗切斯科·梅尔齐（英语：Francesco Melzi），1515年，烏菲茲美術館
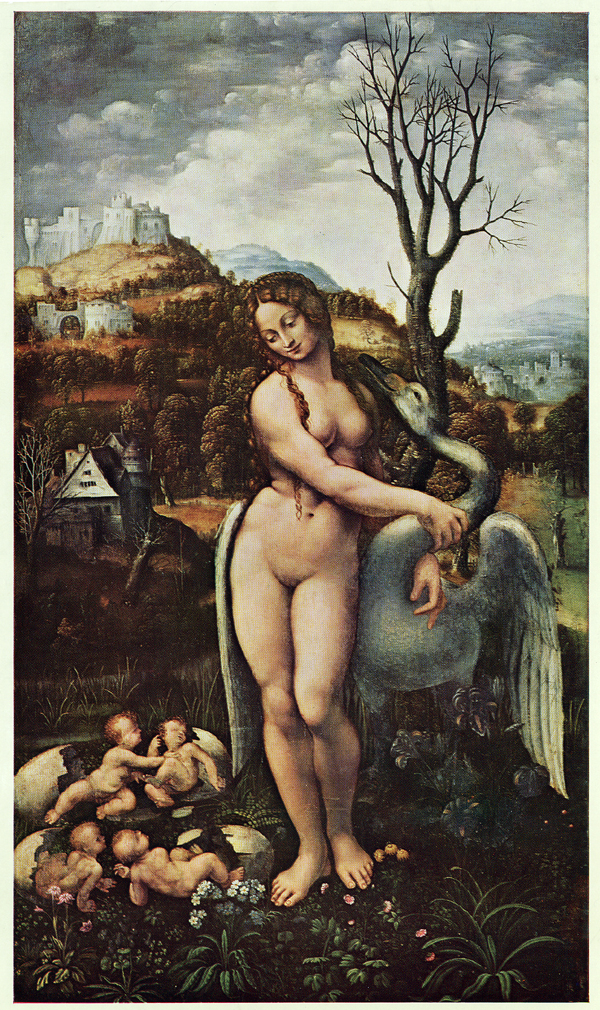
《麗達與天鵝》，繪者不詳，16世紀，板面油畫，費城藝術博物館
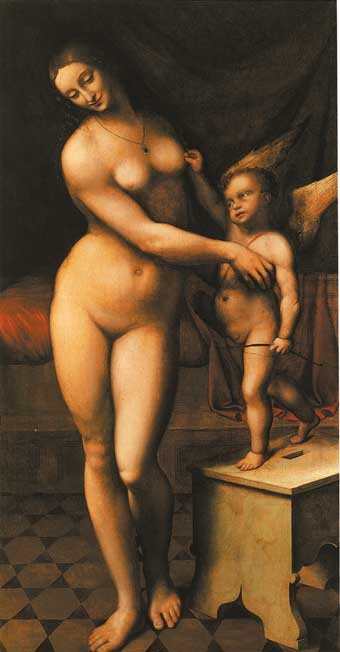
《維納斯和丘比特》，詹彼得里诺（英语：Giampietrino），1510年-1520年，米蘭私人收藏
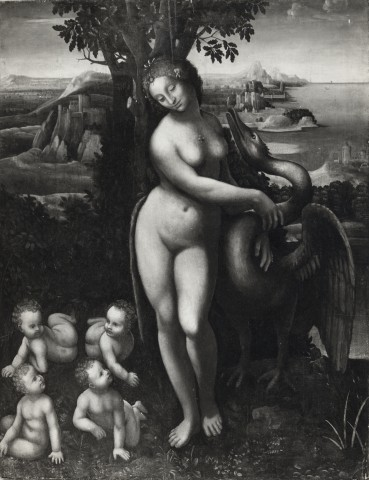
《麗達與天鵝》，詹彼得里诺，倫敦私人收藏

## 外部連結
- Leonardo da Vinci: anatomical drawings from the Royal Library, Windsor Castle（页面存档备份，存于）, exhibition catalog fully online as PDF from The Metropolitan Museum of Art, which contains material on Leda and the Swan (see index)